# Le Roi de la jungle (film, 1931)
Pour les articles homonymes, voir Le Roi de la jungle.
Pour plus de détails, voir Fiche technique et Distribution.
Le Roi de la jungle (titre original : King of the Wild) est un « serial » (film à épisodes) américain réalisé par B. Reeves Eason et Richard Thorpe, sorti en 1931.

## Synopsis
Accusé à tort d'avoir tué quelqu'un dans la province de Ranjapur, Robert Grant arrive à s'échapper et se rend en Afrique à la poursuite du vrai coupable.

## Liste des épisodes
1. Man Eaters
2. Tiger of Destiny
3. The Avenging Horde
4. Secret of the Volcano
5. Pit of Peril
6. Creeping Doom
7. Sealed Lips
8. Jaws of the Jungle
9. Door of Dread
10. Leopard's Lair
11. The Fire of the Gods
12. Jungle Justice

## Fiche technique
- Titre original : King of the Wild
- Réalisation : B. Reeves Eason et Richard Thorpe
- Scénario : Wyndham Gittens, Ford Beebe
- Photographie : Benjamin H. Kline, Edward A. Kull
- Son : George Lowerre
- Production : Nat Levine
- Société de production : Mascot Pictures
- Société de distribution : Mascot Pictures
- Pays d'origine :  États-Unis
- Langue originale : anglais
- Format : noir et blanc — 35 mm — 1,37:1 — son Mono
- Genre : serial, film d'aventure
- Durée : 248 minutes en tout
- Date de sortie :
  - États-Unis : 1er mars 1931

## Distribution
- Walter Miller : Robert Grant
- Nora Lane : Muriel Armitage
- Tom Santschi : Harris
- Boris Karloff : Mustapha
- Dorothy Christy : Mme LaSalle
- Victor Potel : Peterson
- Arthur McLaglen : Bimi
- Mischa Auer : Prince Dakka
- Carroll Nye : Tom Armitage
- Albert De Winton : Cyril Wainwright
- Larry Steers : Officier britannique
- Merrill McCormick : Officier du navire